# Palais Pallavicini-Cambiaso
Le palais Pallavicini-Cambiaso ou palais Agostino Pallavicini est un édifice situé 1 via Garibaldi, dans le centre historique de Gênes, inclus dans la liste des 42 palais des Rolli de Gênes devenus site du patrimoine mondial le 13 juillet 2006 par l'UNESCO.

## Histoire et description
Construit à l'origine à partir de 1558, au nom d'Agostino Pallavicini, ambassadeur à la cour d'Espagne, frère de Tobia Pallavicino qui, dans les mêmes années, commanda le bâtiment au numéro 4 de la via Garibaldi, aujourd'hui connu sous le nom de Palais Tobia-Pallavicino. Parmi les fils d'Agostino, Niccolò Pallavicini (1562-1619) avait une importance particulière, qui accueillit Rubens lors de son séjour à Gênes, et lui commanda quelques-uns des plus grands chefs-d'œuvre de la période génoise, dont son propre portrait et le célèbre portrait de Maria Serra Pallavicini, sa femme. Le palais, inclus dans l'édition de Rubens des Palais de Gênes de 1622, passa aux mains de la famille Cambiaso vers le milieu du XVIIIe siècle.
Le concepteur était Bernardino Cantone, collaborateur de Galeazzo Alessi dans l'aménagement de la Piazza delle Fontane Marose et dans l'ouverture de Strada Nuova.
La façade de l'édifice, très élégant, présente un parement de pierre de taille grise qui fait ressortir le marbre blanc des plinthes, dans lequel s'intègre bien un édicule votif du XVIIIe siècle. Le portail est orné d'une frise de style maniériste.
Parmi les caractéristiques du bâtiment - de taille relativement modeste mais renforcée par son emplacement direct sur la rue et sur la Piazza delle Fontane Marose à proximité - il convient de mentionner la scène de l'Enlèvement des Sabines dans le salon du rez-de-chaussée et, dans la grande salle, l'Histoire de Cupidon et Psyché, tous deux peints par les peintres génois Andrea et Ottavio Semino.
Une curiosité : l'édifice, immédiatement inscrit aux Rolli de Gênes, subit un déclassement - du Rollo de 1577 à celui de 1588 - de la première à la deuxième catégorie, pour revenir à la première avec le Rollo suivant, le troisième, celui de 1599, et depuis lors y demeurer dans toutes les suivantes.
Le bâtiment appartient actuellement[Quand ?] à un établissement de crédit bancaire.

## Galerie

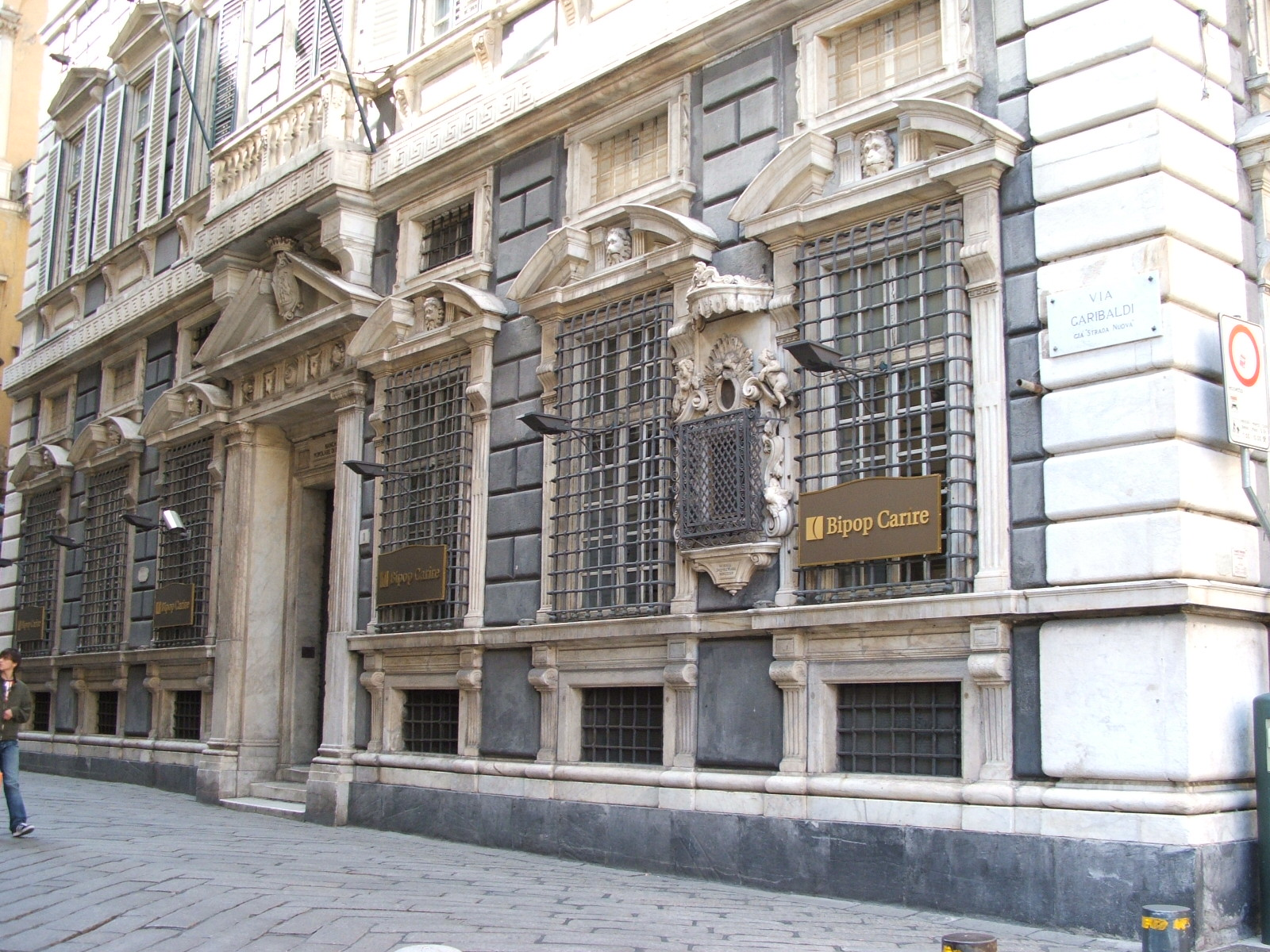
Palais Palalvicini-Cambiaso
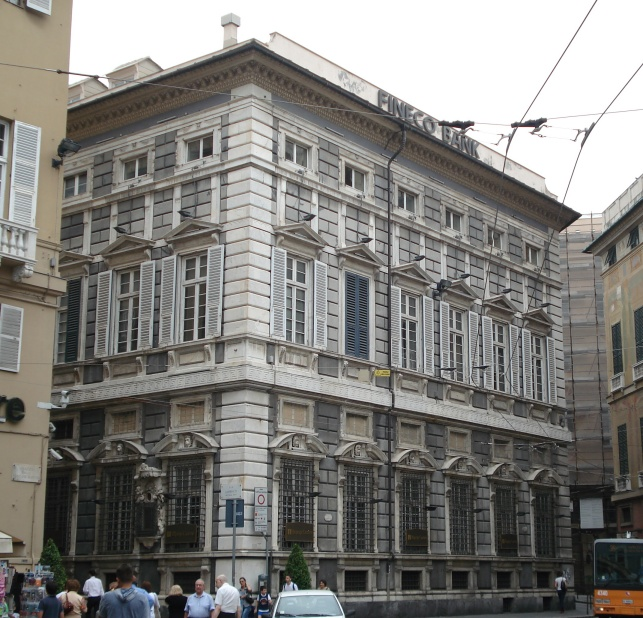
Le palais vu de la Piazza Fontane Marose
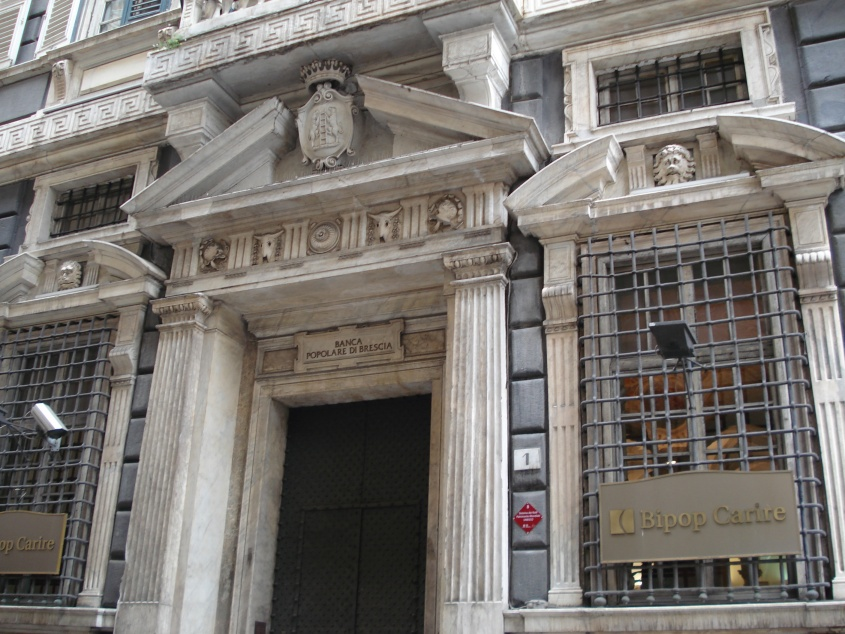
Détail du portail
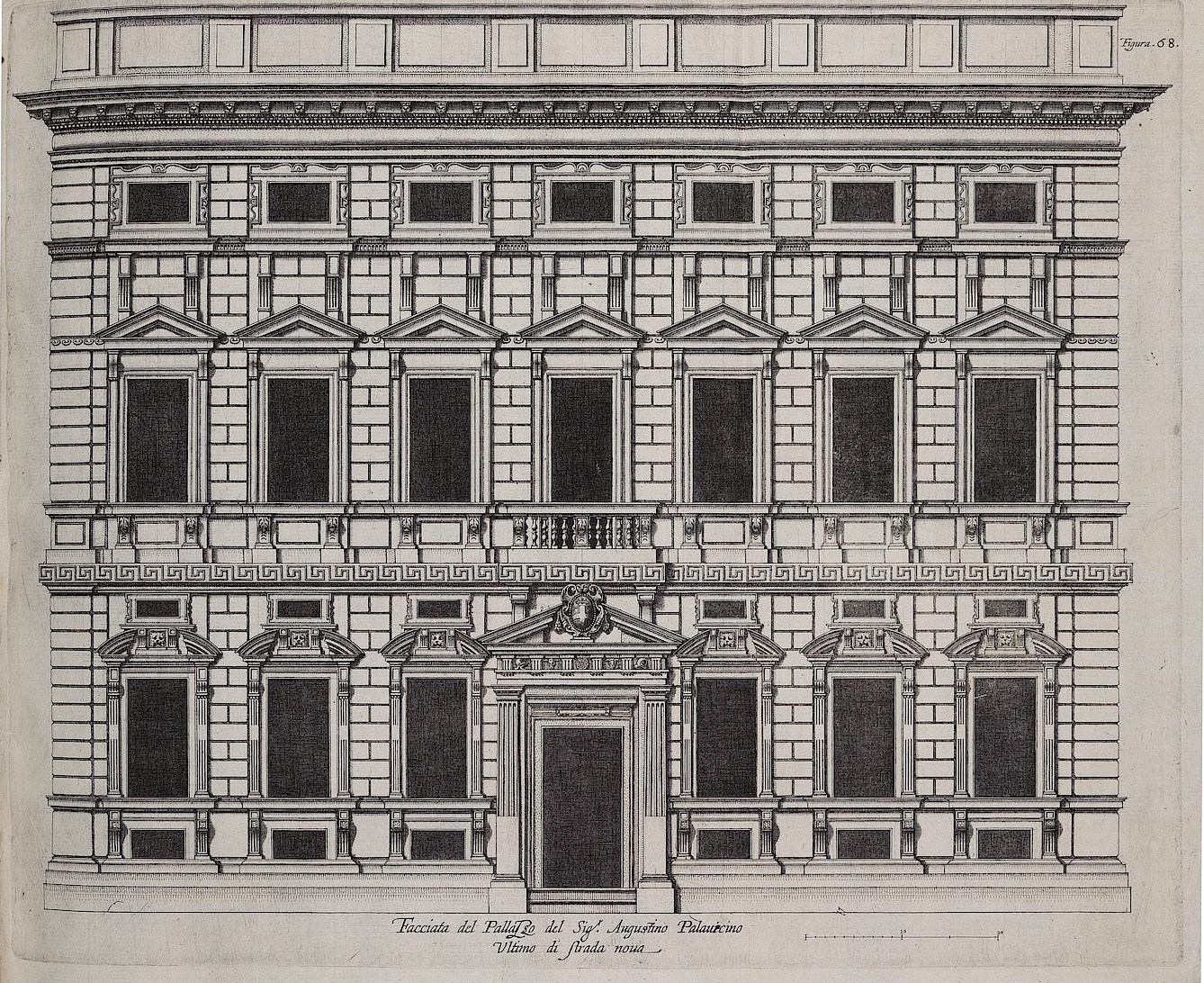
P. Rubens, Palais de Gênes, Anvers - 1622
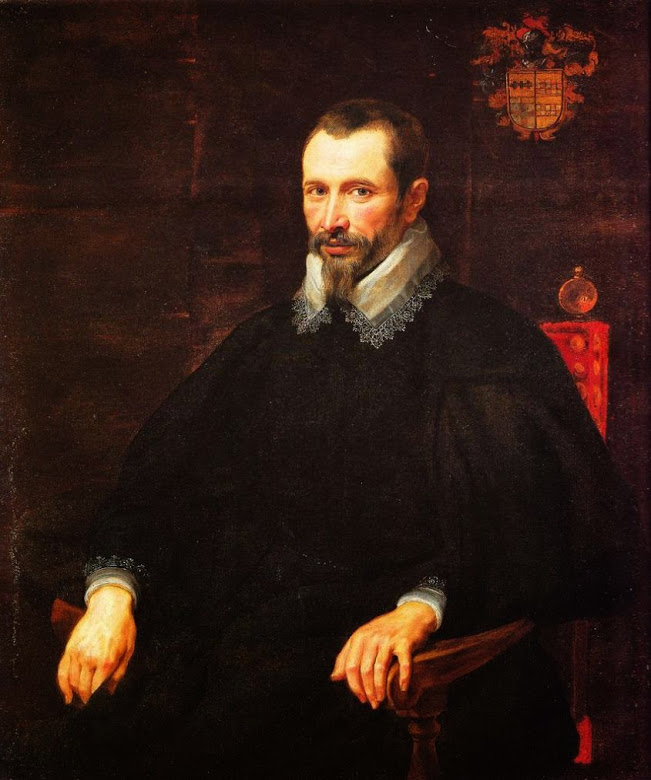
Pierre Paul Rubens, Portrait de Niccolo Pallavicini, 1604